# La Monyos
|  | Aquest article tracta sobre la biografia de Dolors Bonella i Alcánzar. Si cerqueu la pel·lícula basada en ella, vegeu «La Monyos (pel·lícula)». |

Dolors Bonella i Alcánzar (Barcelona, 1851 - 15 de setembre de 1940), coneguda popularment com la Monyos, va ser un personatge icònic de la primera meitat del segle xx del perímetre comprès entre el Paral·lel, la Rambla i el nucli del Raval de Barcelona (llavors anomenat Barri Xino).
Per la seva actitud lúdica, la seva indumentària i maquillatge extravagants i els monyos que duia —d'aquí el seu malnom— va esdevenir una celebritat habitual en la premsa de l'època i, posteriorment, un símbol de l'imaginari col·lectiu de la ciutat.
| «                                             | Potser la Monyos, una pintoresca vella senil disfressada de nena i tota pintada que només es barallava amb ella mateixa, ha estat el personatge més popular del segle xx. | » |
| — Manuel Vázquez Montalbán, Barcelones (2004) | |   |

## Context històric

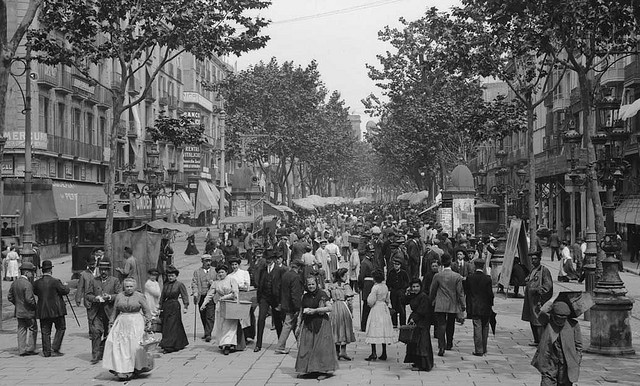
La Rambla (1905), on hi convivia l'esbarjo de burgesia i el dia a dia de les classes baixes del Raval, de la qual La Monyos en va formar part.

El personatge de la Monyos s'enquadra en una Barcelona caracteritzada per la transició del segle xix al segle xx, en una situació de canvis constants en l'àmbit econòmic, sociopolític, urbà i demogràfic.
La capital de Catalunya es trobava en un moment àlgid de progrés econòmic —a conseqüència de l'arribada de la Revolució Industrial al país— i començava a beneficiar-se de nous serveis com ara la implantació del ferrocarril, la Guàrdia Urbana, el Banc de Barcelona o el primer enllumenat de gas, que van esdevenir alguns dels precedents més directes del naixement de Dolors Bonella al Raval a principis de la dècada de 1850.
El seu naixement va coincidir, altrament, amb una acceleració del progrés urbà i un seguit d'avenços significatius tals com l'enderrocament de la muralla romana i el consegüent eixamplament de la ciutat a través del Pla Cerdà a finals de segle; també l'Exposició Universal de Barcelona de 1888, que contribuiria a canviar la fisonomia de la ciutat i en concret el perímetre extern del Raval. Aquesta zona del centre històric i de caràcter popular (que no adoptaria el malnom de Barri Xino fins ben entrada la dècada de 1920) va experimentar un seguit d'operacions urbanístiques arran de les desamortitzacions dels convents: se'ls va privar de la propietat de les terres que posseïen per donar-los un ús diferent i van ser urbanitzades. El traçat dels carrers es va realitzar de manera rectilínia, sense places ni espais lliures i amb una trama edificatòria densa. Els habitatges (en mans de les classes burgeses, que els llogaven a les classes populars) eren molt austers i es van edificar sobre antics horts, amb pisos construïts per sobre de les cinc plantes reglamentàries, habitacions als terrats, patis interiors ocupats, etc.
Aquesta transformació social (que es va prolongar fins a finals del segle xix, quan es va esgotar el sòl del barri) es va sumar a diverses onades d'immigració, que van convertir el Raval en un dels nuclis amb més densitat de població del món, tot assolint un valor de 103.060 habitants per quilòmetre quadrat. El barri no només tenia caràcter fabril, sinó que també estava ple de cafès, tavernes, teatres i locals dedicats a la prostitució. Afrontava amb La Rambla, que va esdevenir eix de la Barcelona vuitcentista i actuava com a principal espai comercial i lúdic de la ciutat. Hi convivia el contrast de la desigualtat social i la degradació física de l'espai, acompanyades per una progressiva pèrdua de funcions: l'aristocràcia barcelonina, aficionada primer al teatre i als concerts i —entrat el segle xx— als cinematògrafs, tenia en contraposició la vida que hi feien en precàries i insalubres condicions les classes més baixes, que a més a més patien el dia a dia d'un reguitzell d'activitats delictives i criminals com les que van protagonitzar altres personatges populars del Raval com la segrestadora Enriqueta Martí i Ripollés.

## Biografia

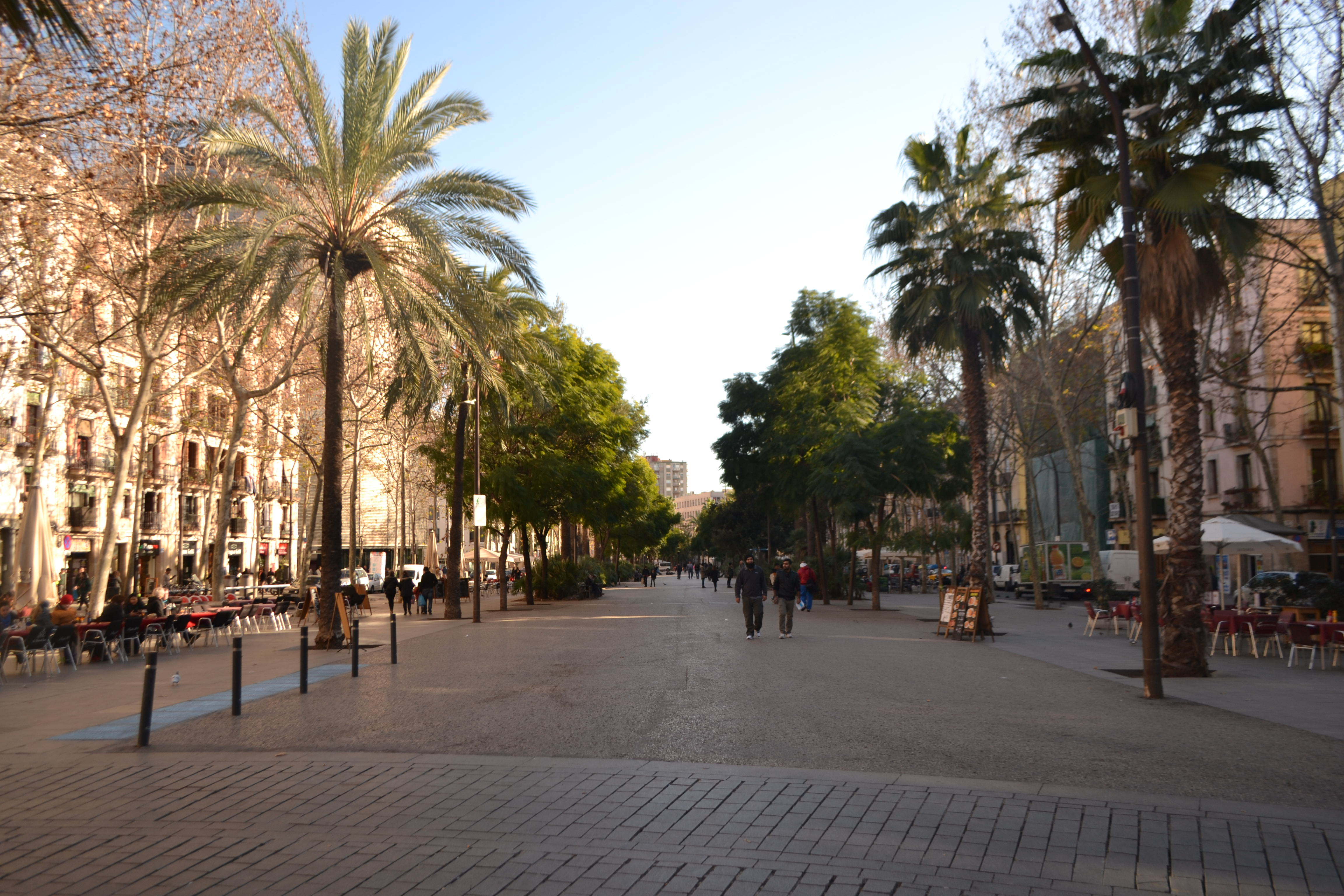
Rambla del Raval, que integra el que fins a finals del va ser el carrer de la Cadena.

Dolors Bonella i Alcánzar —nom que consta als registres de l'època, malgrat que algunes investigacions apunten al fet que el seu nom real podria ser Dolors Vega i Massana o Dolors Bonella i Alcázar— va néixer el 1851 al carrer de la Cadena (actual Rambla del Raval). No se sap gaire sobre la seva vida: sembla que es dedicava a la costura i al servei domèstic d'una família benestant, immersa en la precarietat i la misèria de l'època.
La seva figura es va popularitzar temps més enllà de la mort de la seva filla única de quatre anys, que va morir atropellada per un carruatge de cavalls (de tipus Simón, propi de l'època) i va provocar l'embogiment i l'acomiadament laboral de Bonella. Els rumors de l'època són dispars: algunes fonts sostenen que la mort de la criatura va ser premeditada per part de la família adinerada per la qual Dolors Bonella treballava; sobre la base d'una disputa que va tenir Bonella amb l'hereu a la porta del Liceu se sospita que ella i el primògenit de la família haurien pogut tenir una relació sentimental, i que la mort de la nena va ser una estratègia per a separar-lo d'una dona de classe social inferior. Altres versions, en canvi, afirmen que va ser el seu amant qui va morir i que la filla il·legítima va ser arrabassada de la seva mare i educada per la seva àvia aristocràtica.
A partir d'aquell moment, Dolors Bonella va començar a protagonitzar unes accions impròpies de la cultura de l'època i que li van atorgar una fama i el reconeixement de la població del Cap i Casal. Vestia amb bruses de colors cridaners i peces estrafolàries, portava faldilles llargues i també se la veia a vegades amb una mantellina o un ventall a la mà; duia uns monyos excèntrics sovint coronats amb flors i altres elements estrambòtics que recollia de terra; passejava per la Rambla amb rams de flors que li regalaven els floristes de l'avinguda i dedicava cançons, balls i paraules d'agraïment a tothom amb qui es creuava. Per bé que se la sobrenomenava La Monyos, tothom se li adreçava com a Lola. No solia allunyar-se gaire de la part alta del Raval i era freqüent trobar-la passejant pels carrers del Carme i de l'Hospital. La seva rutina era la de refrescar-se diàriament o bé en alguna de les Fonts Wallace ubicades en aquella zona des de 1888, o bé a la Font de Canaletes, i recórrer la Rambla o agafar la línia 52 del tramvia (suprimida el 1967) fins al barri de la Bordeta.

Fotocomposició de dos anuncis publicitaris diferents de la Monyos per a la botiga de mobles El Negro (primer terç del).

Amb aquesta actitud teatral i dement però alhora alegre, aviat va esdevenir un personatge icònic de la Barcelona de la Segona República. Mentre que per algunes persones era objecte de befa, per altres ho era d'admiració. Diversos intel·lectuals de l'època van parlar sobre ella, com ara Josep Andreu i Abelló i Teresa Pàmies, i coincidien a definir-la com «una precursora dels hippies», mentre que per Andreu Avel·lí Artís era resultat «de la crueltat col·lectiva que converteix disminuïts físics i mentals en objecte de riota». Maria Aurèlia Capmany creia que era una dona que «feia molta pena i que mai no va ser popular ni va tenir cap transcendència». I Rosa Regàs, per la seva banda, va descriure-la, segons com li havien transmès la seva imatge en la tradició oral, com a «estafolària i picaportes».
Els darrers anys de la seva vida, en plena Guerra Civil Espanyola, evitava protegir-se als refugis antiaeris quan hi havia bombardejos a la ciutat. A més a més, el periodista Josep Maria Lladó i Figueres va documentar que durant els Fets de maig de 1937 es va realitzar un alto al foc entre milicians de la CNT i de la UGT al creuament entre el Passeig de Gràcia i la Diagonal perquè ella hi pogués passar, en vista de la seva intenció de travessar pel mig del foc creuat.
Dolors Bonella va morir el 15 de setembre de 1940 a l'Hospital del Mar de Barcelona després de ser acollida a les darreries a la Casa de la Caritat (actual complex museístic, docent i cultural format pel MACBA, CCCB i URL, entre altres). El seu funeral va esdevenir multitudinari i solemne per algú que en va pagar les despeses, fet que va alimentar encara més els rumors sobre el destí de la seva malaurada filla i la relació amb la família benestant per la qual havia treballat. El Noticiero Universal va publicar-ne un obituari al costat de notícies de transcendència internacional, com els bombardejos de l'Alemanya nazi contra Londres o l'entrevista d'Adolf Hitler amb Ramón Serrano Suñer —Ministre d'Exteriors de l'Espanya franquista.

## Llegat

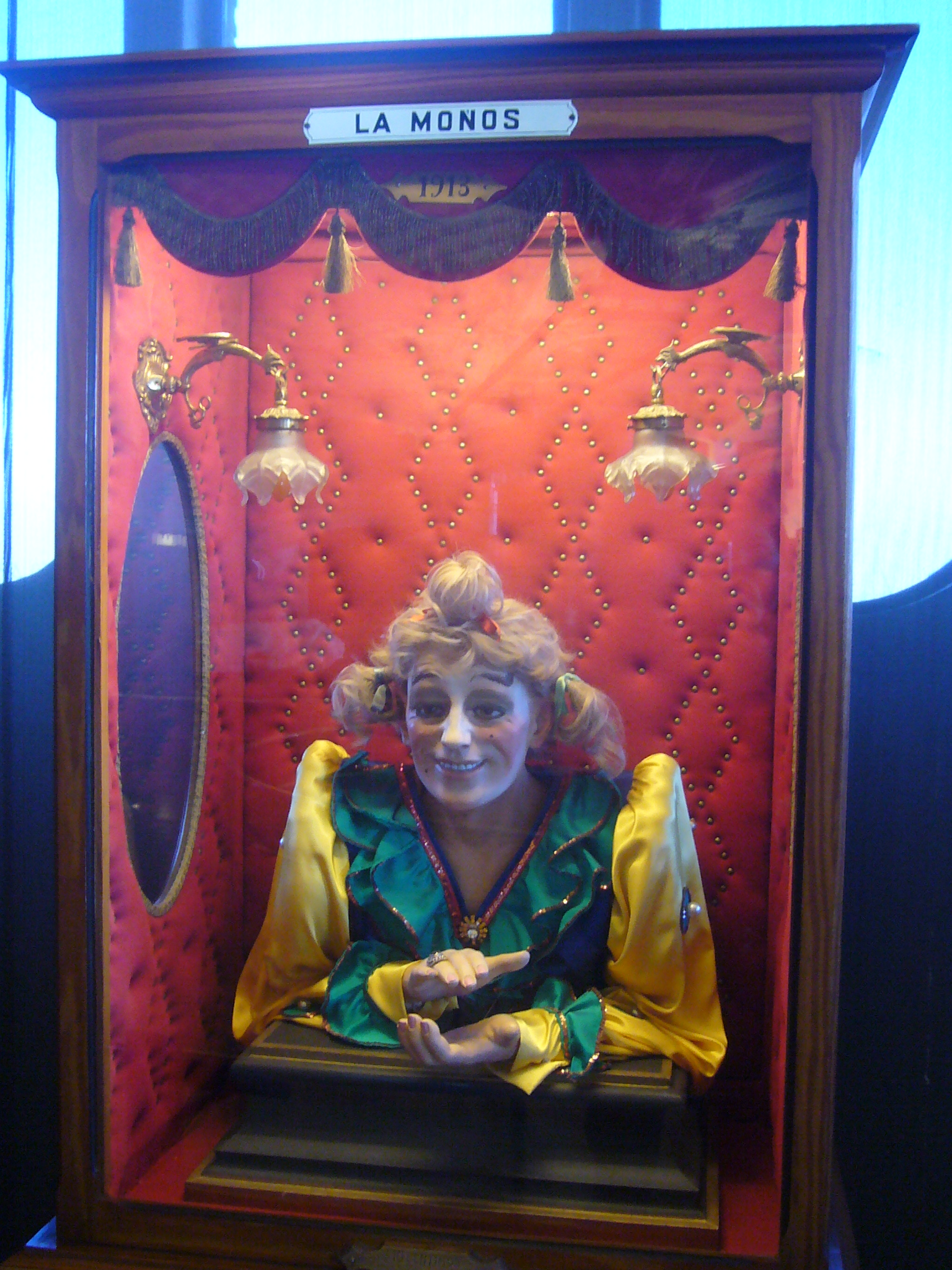
Autòmat de La Monyos al Museu d'Autòmats del Tibidabo.

Des del decenni de 1920 fins passada la seva mort, la peculiaritat de Dolors Bonella la Monyos es va introduir progressivament com una icona de Barcelona a través de la dedicació de comèdies i cançons sobre la seva figura i amb la popularització d'algunes expressions com «més vista que la Monyos», «més anys que la Monyos» o «més famosa que la Monyos»..
El 9 d'octubre de 1922 es va estrenar al Teatre Circ Barcelonès la tragicomèdia La Monyos, protagonitzada per Elvira Torrens i Soriano i dirigida per Victorià Benedicto. Amb una inversó elevada en utillatge teatral i en vestuari, s'hi representava la llegenda de la cèlebre barcelonina durant el període comprès entre els anys 1860 i 1885, tot emprant escenaris reconeguts com la Font d'en Conna. També existeixen evidències posteriors d'altres representacions musicals i teatrals, com el cuplet que va protagonitzar l'actriu Matilde Xatart i Solà el 22 de juny de 1927 al Teatre Novedades —basades en la figura de la Monyos mentre estava en vida.

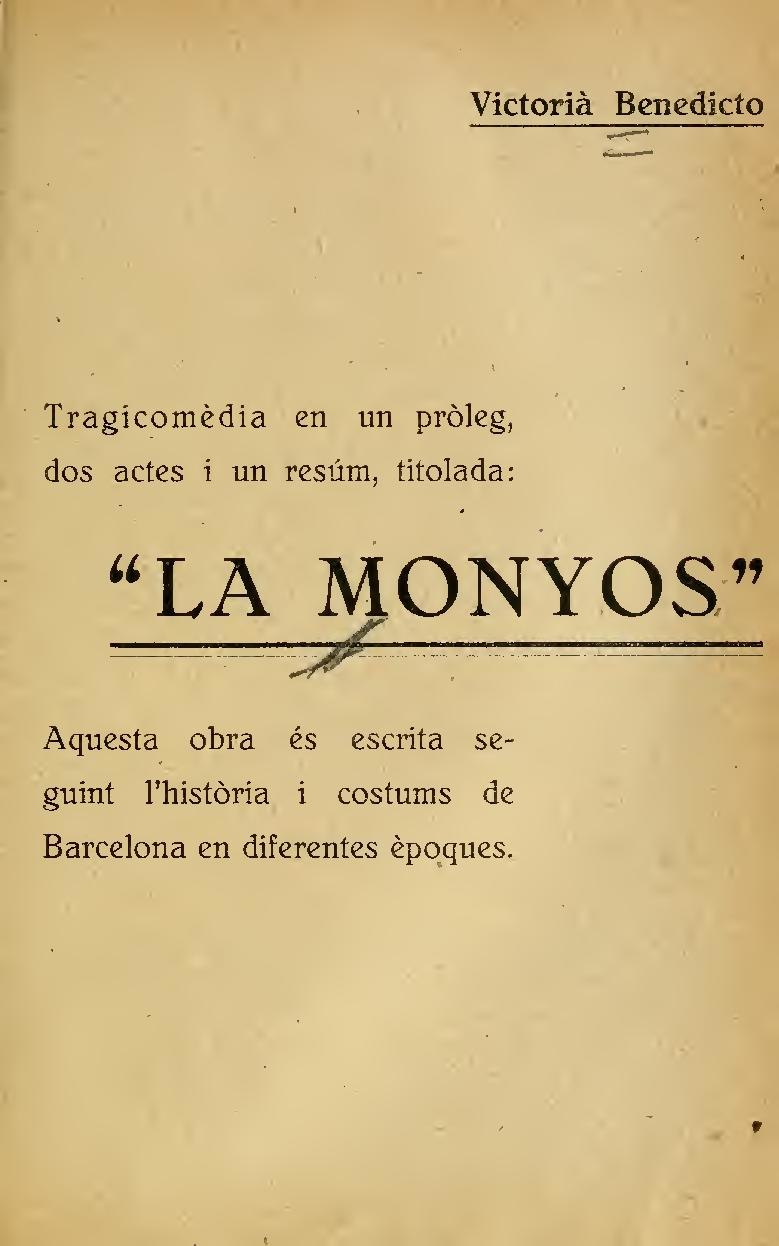
Tercera pàgina de la tragicomèdia teatral La Monyos, de Victorià Benedicto (1992).

Pel que fa al llegat físic, Dolors Bonella té dedicat un autòmat de la marca Vichy-Triboulet amb el seu nom al Museu d'Autòmats del Tibidabo que, fabricat i concebut el 1913 com un pallasso musical, quan va arribar a Barcelona va ser adaptat i reanomenat pel personal del museu per causa de la seva semblança al personatge barceloní. També se n'exposa una figura al Museu de Cera de Barcelona, que periòdicament s'acomoda i s'exposa públicament a la Rambla.
En l'apartat musical, el 1954 el compositor garrotxí Narcís Paulís i Vila va compondre la sardana per a cobla La Monyos de Barcelona. Uns anys després, la seva vida va inspirar la cançó de xarleston de Vicens Sabater Recordant "La Moños", popularitzada per Rudy Ventura i el seu grup Rudy Ventura y su conjunto (EP 1960, Columbia Records) i que enaltia la seva coqueteria i la seva qualitat d'immortal en el record de la ciutat.

Cartell original de la pel·lícula La Moños (1997).

En la seva cèlebre cançó "Qualsevol nit pot sortir el sol", de 1975, el cantautor Jaume Sisa inclou la Monyos entre els personatges de la seva infantesa homenatjats: "En Pinotxo ve amb la Monyos agafada del bracet..."
La dècada següent l'Ajuntament de Barcelona, que havia suprimit la línia 52 del tramvia el 1967, va posar en marxa un any després la línia 91 de microbusos entre la Rambla i la Bordeta, que es va batejar amb el malnom de La Moños —per la similitud al recorregut que ella feia amb l'antic tramvia. Aquesta línia, curiosament, patiria diversos conflictes amb el veïnat de la Bordeta, que es va mobilitzar en reiterades ocasions per evitar la seva supressió, en especial els anys 1993, 2012 (en què es va acabar suprimint diumenges i festius) i 2017.
Més endavant, el 1997, la directora de cinema Mireia Ros va rodar una pel·lícula dramàtica basada en el seu personatge, La Moños (1997). Aquest film, protagonitzat per Julieta Serrano i el cantant de Sau Carles Sabater, va rebre una nominació al Festival de Chicago de 1997 i una altra als premis Goya de 1998, totes dues com a millor director novell. Prenia com a tòpic la mater dolorosa del franquisme, en què Dolors Bonella va traçar una defensa psicològica i es va refugiar en una nova identitat en comptes de suïcidar-se. Posteriorment, entrat el segle xxi, es va recuperar de nou la seva figura per a l'obra de teatre musical La Monyos. El musical (2014), encarnada al Teatre del Raval per Itziar González i dirigida per Empar López.
Se'n conserven imatges obra de fotògrafs de renom com ara Josep Maria Sagarra i Plana, Gabriel Casas i Galobardes, Pablo Luis Torrents o Alessandro Merletti i Quaglia a l'Arxiu Nacional de Catalunya i a l'Arxiu Històric de Barcelona i dels seus barris (entre altres fons documentals).